# Spui (rivière)
Pour les articles homonymes, voir Spui.
La Spui est une rivière de Hollande-Méridionale qui relie la Vieille Meuse et le Haringvliet et sépare les ex-îles Putten (voir Voorne-Putten) et Hoeksche Waard.

## Géographie
Historiquement, la Spui coulait de la Vieille Meuse vers le Haringvliet, et recevait les eaux de la Bernisse au niveau de Goudswaard.
Les travaux du plan Delta ont inversé le cours de la rivière; lorsque le Haringvlietdam est fermé (la plupart du temps), les eaux du Haringvliet sont stockées puis par l'intermédiaire de la Spui et la Bernisse se déversent dans la Vieille Meuse afin d’y amener de l'eau douce. Cette arrivée est modulée par une vanne ouverte lorsque l'eau de mer pourrait remonter le courant. Ceci permet de lutter contre la salinisation des terres et des nappes phréatiques. 
La Spui  n'est pas traversée par un pont; un bac entre Nieuw-Beijerland et Hekelingen près de Spijkenisse, et un autre pour vélo et piéton entre Oud-Beijerland, Beerenplaat (près de Spijkenisse) et Rhoon permettent de se rendre sur l'autre rive.
Il est possible de nager dans la Spui, mais il faut tenir compte des courants puisque la rivière est étroite et peut avoir un débit important, les courants peuvent atteindre quelques kilomètres à l'heure.